# پتر کورتن
پتر کورتن (به آلمانی: Peter Kürten؛ ۲۶ مهٔ ۱۸۸۳ – ۲ ژوئیهٔ ۱۹۳۱) یک قاتل سریالی اهل آلمان بود که به عنوان خون آشام دوسلدورف و هیولای دوسلدورف مشهور بود و بین فوریه تا نوامبر ۱۹۲۹ مرتکب یک سری قتل و آزار جنسی شد. در سال‌های قبل از این حوادث او مرتکب تعداد زیادی آتش افروزی عمدی و اقدام به قتل شده بود. او همچنین به قتل یک دختر ۹ ساله و یک دختر ۱۷ ساله که در سال ۱۹۱۳ صورت گرفتند، اعتراف کرد.
کورتن که توسط دکتر کارل برگ (روانپزشک آلمانی و نویسنده کتاب سادیست The Sadist) به عنوان "پادشاه انحرافات جنسی" نام گرفته بود، در ۹ مورد متهم به قتل و در ۷ مورد متهم به اقدام به قتل گردید و در آوریل ۱۹۳۱ به مرگ با گیوتین محکوم و در ژوئیه ۱۹۳۱ اعدام گردید.
به دلیل آنکه در بعضی موارد او تلاش می کرد که از طریق جراحات ایجاد شده بر بدن قربانی خون او را بنوشد، به خون آشام دوسلدورف شهرت یافت و همچنین از آنجا که اعمال او بی رحمانه و خشونت آمیز بوده و داخل یا اطراف دوسلدورف رخ میدادند به او لقب هیولای دوسلدورف داده شد.

## اوایل زندگی

### کودکی
پتر کورتن در ۲۶ مه ۱۸۸۳ در شهر مولهایم در خانواده ای بسیار فقیر و بد رفتار به دنیا آمد. او فرزند سوم از سیزده فرزند خانواده بود که دو نفر از آن‌ها در سنین کم فوت کردند. والدین او هر دو الکلی بودند و در یک آپارتمان تک خوابه زندگی می‌کردند. با وجود آنکه پدر او کارگری کارآمد بود که درآمد کافی برای فراهم کردن غذا، پوشاک و مسکن به دست می‌آورد اما رفتار او با همسر و فرزندانش مخصوصا زمانی که مست بود خشونت آمیز بود. هنگام مستی او اغلب اوقات همسر و فرزندانش را مجبور میکرد که در یک اتاق جمع شوند و همسرش را مجبور میکرد که کاملاً لخت شده و در مقابل فرزندانش به او تجاوز میکرد. پدر او در سال ۱۸۹۴ به دلیل تجاوز به دختر بزرگش که آن زمان ۱۳ سال داشت به ۱۵ ماه زندان محکوم شد. در مدت کوتاهی پس از آن همسرش از او طلاق گرفت و بار دیگر ازدواج کرد.
او در سال ۱۸۸۸ تلاش کرد که یکی از همبازی‌هایش را غرق کند. ۴ سال بعد با یک شکارچی محلی سگ دوست شد که در ساختمان آن‌ها زندگی میکرد. این شخص سگها را شکنجه میداد و میکشت و به زودی کورتن نیز به این کار علاقه‌مند شد و شروع به شکنجه حیوانات کرد.
او که بزرگترین پسر خانواده بود معمولاً هدف تنبیه‌های بدنی پدر خود قرار می‌گرفت. اگر چه او دانش آموز باهوشی بود اما عملکردش بدلیل این تنبیهات تحت تأثیر شدید قرار گرفت. او اغلب اوقات از بازگشت به خانه پس از مدرسه امتناع میکرد. او از سنین کم از خانه فرار میکرد و این فرار روزها و حتی هفته‌ها طول می‌کشید و اغلب وقت خود را با خرده مجرمان و افرادی که جایگاه اجتماعی پایینی داشتند میگذارند. از طریق آشنایی با این افراد بود که اشکال مختلف جرایم سبک را یاد گرفت و از آن‌ها به عنوان وسیله ای برای تأمین غذا و پوشاک خود هنگامی که از خانه فرار میکرد استفاده کرد. او بعدها عنوان کرد که اولین قتلهای خود را در سن ۹ سالگی مرتکب شده‌است؛ به این صورت که یکی از دوستان مدرسه ای خود را با اینکه میدانست که توانایی شنا کردن ندارد به داخل آب پرت کرد و هنگامی که دوست دیگری تلاش کرد که او را نجات دهد سر او را داخل آب نگه داشت و باعث غرق شدن هر دو آن‌ها شد. این مرگها از سوی مسئولین تصادفی تلقی شدند.

### نوجوانی
او در سن ۱۳ سالگی با دختری همسن خود دوست شد و علی‌رغم اینکه این دختر به او اجازه میداد که لباسهایش را درآورده و به بدن او دست بزند، در مقابل هرگونه تلاش برای برقراری رابطه جنسی مقاومت میکرد. او به رابطه جنسی با حیواناتی مثل گوسفند، خوک و بز که در اصطبلهای محلی بودند روی آورد اما بعداً عنوان کرد که بیشترین حس لذت را زمانی به دست می‌آورد که قبل از رسیدن به اوج لذت جنسی به حیوانات چاقو میزد. از این رو برای رسیدن به اورگاسم شروع به زخمی کردن و چاقو زدن به حیوانات کرد اما هنگامی که در حال چاقو زدن به یک خوک دیده شد این کار را کنار گذاشت. او همچنین تلاش کرد که خواهری را که مورد آزار جنسی پدرش قرار گرفته بود مورد تجاوز قرار دهد.

## قتلها

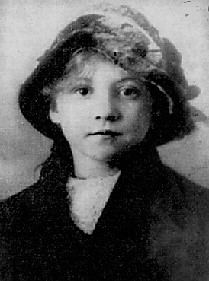
کریستین کلاین

### اولین قتلها
پتر کورتن اولین قتل خود را در ۲۵ مه ۱۹۱۳ مرتکب شد. او در حین دستبرد از یک مشروب فروشی در شهر مولهایم، به یک دختر ۹ ساله به نام کریستین کلاین که در رختخواب خود خوابیده بود برخورد کرد. او کودک را خفه کرده و با استفاده از چاقوی کوچکی که به همراه داشت روی گلوی دختر دو زخم ایجاد کرد. همانطور که قطره‌های خون دختر بچه روی زمین چکه میکردند، او با شنیدن این صدا ارضا شد.
روز بعد او به آنجا بازگشت و وارد مشروب فروشی که رو به روی جایی که دختر بچه را به قتل رسانده بود قرار داشت شد تا بتواند به واکنش محلیها به قتل کودک گوش دهد. او بعداً به بازپرس‌ها گفت که از انزجار و خشم عمومی که در گفتگوهای آن‌ها وجود داشت احساس ارضای شدیدی به او دست داده است. علاوه بر این او هفته‌های آتی نیز به‌طور متناوب به جایی که کودک دفن شده بود سر میزد و با چنگ زدن به خاک قبر کودک به‌طور غیر ارادی ارضا میگردید.
دو ماه بعد نیز در حین دستبرد از یک خانه به دختر ۱۷ ساله ای به نام گرترود فرانکن برخورد کرد و با دستان خود او را خفه کرد. با مشاهده خونی که از دهان دختر جوان خارج شد، ارضا گردید. او بدون اینکه شناسایی شود موفق به فرار از صحنه این دو قتل شد.

## زندان و آزادی
تنها چند روز پس از قتل گرترود فرانکن، کورتن به اتهام ارتکاب تعدادی آتش افروزی عمدی و سرقت دستگیر شد. او به ۶ سال زندان محکوم گردید، با این حال مدت محکومیت او به خاطر موارد سرپیچی از دستور ۲ سال بیشتر ادامه یافت.
کورتن در آوریل ۱۹۲۱ از زندان آزاد شد و به آلتنبورگ که سابقاً با خواهرش زندگی میکرد، نقل مکان کرد. او از طریق خواهرش با زنی که ۳ سال از او بزرگتر بود و آگوست شارف نام داشت آشنا شد. این زن که صاحب یک شیرینی فروشی بود قبلاً فاحشه بود و به دلیل شلیک به نامزدش محکوم شده بود. کورتن خود را به عنوان اسیر جنگی به او معرفی کرد. ۲ سال بعد این دو با یکدیگر ازدواج کردند. با وجود اینکه این زوج به‌طور منظم رابطه جنسی داشتند، کورتن بعدها اذعان کرد که تنها از طریق تصور انجام اعمال خشونت آمیز قادر بوده‌است وارد رابطه شود. برای اولین بار در زندگی اش، کورتن توانست شغلی پایدار به دست آورد و در اتحادیه صنفی منصبی داشته باشد؛ با این حال او جز با همسرش با شخص دیگری رابطه نزدیک نداشت. در ۱۹۲۵ او به همراه همسرش به دوسلدورف بازگشت. در اینجا او با یک دختر خدمتکار و یک زن که خدمتکار خانه بود وارد رابطه شد. هنگامی که همسر کورتن از خیانت او آگاه شد، دختر خدمتکار او را به پلیس معرفی کرد و اذعان کرد که کورتن او را اغفال کرده‌است؛ همچنین زن خدمتکار ادعا کرد که از طرف او مورد تجاوز قرار گرفته‌است که کورتن بعداً از این اتهام تبرئه شد اما به جرم اغفال و رفتار تهدید آمیز به ۸ ماه زندان محکوم شد. او پس از تحمل ۶ ماه زندان آزاد شد.